# 原田明広
原田 明広（はらだ あきひろ、1966年7月25日 - ）は、茨城県出身の元プロ野球選手（投手）。
現友部リトルシニア監督

## 来歴・人物
笠間高から、1984年オフにドラフト外で読売ジャイアンツに入団。中央球界では無名だが、右の本格派でレベルが高い茨城高校野球界でも2年生のころから注目されていた。
1990年、途中で一軍昇格を果たすなど、二軍で7勝1敗、防御率2.54の成績を残し、イースタン・リーグで防御率4位、最高勝率となる。1991年、二軍で7勝6敗・防御率2.48で防御率2位の成績だったが、戦力外通告を受け現役を引退。
生涯唯一の一軍公式戦出場は、投手としてではなく偵察メンバーとしての野手出場（1990年7月22日大洋戦・6番右翼）であった。
現在は、地元茨城にて会社員。また少年野球友部リトルシニアの監督でもある。元読売ジャイアンツ髙橋優貴投手(現ミキハウス)を指導していた。
2020年6月27日には巨人とOBスカウトとしての契約を締結し、茨城エリアの有望選手の情報を巨人に提供する役割を担っている。

## 詳細情報

### 年度別打撃成績
| 年 度     | 球 団     | 試 合 | 打 席 | 打 数 | 得 点 | 安 打 | 二 塁 打 | 三 塁 打 | 本 塁 打 | 塁 打 | 打 点 | 盗 塁 | 盗 塁 死 | 犠 打 | 犠 飛 | 四 球 | 敬 遠 | 死 球 | 三 振 | 併 殺 打 | 打 率 | 出 塁 率 | 長 打 率 | O P S |
| --------- | --------- | ----- | ----- | ----- | ----- | ----- | -------- | -------- | -------- | ----- | ----- | ----- | -------- | ----- | ----- | ----- | ----- | ----- | ----- | -------- | ----- | -------- | -------- | ----- |
| 1990      | 巨人      | 1     | 0     | 0     | 0     | 0     | 0        | 0        | 0        | 0     | 0     | 0     | 0        | 0     | 0     | 0     | 0     | 0     | 0     | 0        | ----  | ----     | ----     | ----  |
| 通算：1年 | 通算：1年 | 1     | 0     | 0     | 0     | 0     | 0        | 0        | 0        | 0     | 0     | 0     | 0        | 0     | 0     | 0     | 0     | 0     | 0     | 0        | ----  | ----     | ----     | ----  |

### 記録
- 初出場・初先発出場：1990年7月22日、対横浜大洋ホエールズ20回戦（横浜スタジアム）、6番・右翼手で先発出場（偵察要員、1回裏に西岡良洋と交代）

### 背番号
- 88 （1985年 - 1988年）
- 86 （1989年 - 1991年）